# Llano Largo
Llano Largo es una localidad de México localizada en el municipio de Huichapan en el estado de Hidalgo.

## Geografía
Se encuentra en la región geográfica del Valle del Mezquital. A la localidad le corresponden las coordenadas geográficas 20° 18’ 03.052” de latitud norte y 99° 45’ 58.431” de longitud oeste, con una altitud de 2231 m s. n. m. Cuenta con un clima semiseco templado.
En cuanto a fisiografía se encuentra en la provincia del Eje Neovolcánico, dentro de la subprovincia de Llanuras y Sierras de Querétaro e Hidalgo; su terreno es de llanura y lomerío. En lo que respecta a la hidrografía se encuentra posicionado en la región de Pánuco, dentro de la cuenca del río Moctezuma, en la subcuenca de río Tecozautla.

## Demografía
En 2010 registró una población de 2270 personas, lo que corresponde al 4.79 % de la población municipal. De los cuales 1078 son hombres y 1192 son mujeres.
| Gráfica de evolución demográfica de Llano Largo entre 1910 y 2020 |
|                                                                   |
| Población de los censos y conteos del INEGI.                      |